# 対流温度
対流温度（たいりゅうおんど, Convective temperature, CT, Tc）とは、風などによる強制的な持ち上げなしで空気塊が浮力によって自ら上昇して、対流凝結高度(CCL)に達して雲ができ始めるのに必要な熱エネルギー量（気温）を表す大気熱力学の用語。
水蒸気を含む空気塊が浮力によって自ら上昇し、過飽和になって水蒸気の凝結が始まり、対流凝結高度に達して雲ができる過程において、上昇する空気塊が初めに持っているべき温度である。
対流温度は大気安定度を表す指標の1つであり、雷雨の発生を判断する材料になる。